# Dykasteria ds. Ewangelizacji
Dykasteria ds. Ewangelizacji – dykasteria Kurii Rzymskiej, utworzona 5 czerwca 2022 roku w wyniku połączenia Papieskiej Rady ds. Krzewienia Nowej Ewangelizacji i Kongregacji Ewangelizacji Narodów na mocy konstytucji apostolskiej Praedicate Evangelium.
Dykasteria jest opisana w Praedicate evangelium jako „służąca dziełu ewangelizacji, aby Chrystus, światłość narodów, był poznawany i dawano o Nim świadectwo słowem i czynem, a Jego Mistyczne Ciało, którym jest Kościół, było budowane. Dykasteria jest odpowiedzialna za podstawowe kwestie związane z ewangelizacją w świecie oraz za zakładanie, towarzyszenie i wspieranie nowych Kościołów partykularnych, bez uszczerbku dla kompetencji Dykasterii dla Kościołów Wschodnich”.

## Znaczenie
W Praedicate evangelium, Dykasteria ds. Ewangelizacji jest pierwszym departamentem na liście departamentów Kurii Rzymskiej. Jest to interpretowane jako oznaczające, że Dykasteria ds. Ewangelizacji jest najważniejszym ze wszystkich departamentów. W ciągu ostatnich 500 lat Dykasteria Nauki Wiary i jej odpowiedniki były zawsze najważniejszym departamentem. Podczas konferencji prasowej prezentującej konstytucję apostolską, biskup Marco Mellino stwierdził, że kolejność, w jakiej dykasterie pojawiają się w Praedicate evangelium, nie ma skutków prawnych, ale „być może” kolejność pierwszych trzech dykasterii tak: ewangelizacja (Dykasteria ds. Ewangelizacji) jest przed doktryną (Dykasteria ds. Nauki Wiary), a doktryna jest tuż po Dykasterii ds. Służby Miłosierdzia.

## Organizacja
Zgodnie z Praedicate evangelium, jedna sekcja tej dykasterii zajmuje się „fundamentalnymi kwestiami ewangelizacji w świecie”, a druga „pierwszą ewangelizacją i nowymi Kościołami partykularnymi na terytoriach podlegających jej kompetencji”. Dykasterii przewodniczy bezpośrednio papież, który jest jej prefektem.

### Prefekt
| No. | Prefekt                       | Od             | Do                |
| --- | ----------------------------- | -------------- | ----------------- |
| 1   | Papież Franciszek (1936–2025) | 5 czerwca 2022 | 21 kwietnia 2025  |
| 2   | Papież Leon XIV (1955–)       | 8 maja 2025    | nadal pełni urząd |

### Pro-prefekt Sekcji ds. Podstawowych Zagadnień Ewangelizacji Świata
| No. | Pro-prefekt                         | Od             | Do                |
| --- | ----------------------------------- | -------------- | ----------------- |
| 1   | Salvatore (Rino) Fisichella (1951–) | 5 czerwca 2022 | nadal pełni urząd |

### Pro-prefekt Sekcji Pierwszej Ewangelizacji i Nowych Kościołów Lokalnych
| No. | Pro-prefekt                | Od             | Do                |
| --- | -------------------------- | -------------- | ----------------- |
| 1   | Luis Antonio Tagle (1957–) | 5 czerwca 2022 | nadal pełni urząd |

Ks. prałat Erwin José Aserios Balagapo – Podsekretarz Dykasterii ds. Ewangelizacji, Sekcji ds. Pierwszej Ewangelizacji i Nowych Kościołów Partykularnych, obecnie jej kierownik.